# Löderupsdramat
Löderupsdramat var ett rånmord som inträffade natten mellan den 4 och 5 december 1898. Gärningsmannen var Lars Nilsson, född 19 april 1851 i Villie, död (avrättad) 23 augusti 1900.

## Brottet
Arbetskarlen Nilsson bröt sig in i en handelsbod, ägd av Olof Månsson i Köpingebro. Handelsboden låg vid Löderups järnvägsstation, cirka 100 meter från Nilssons egen bostad. Syftet med inbrottet var att komma över pengar. I handelsboden överraskades Nilsson av det 20-åriga affärsbiträdet Katarina Romare. Nilsson högg henne med en mejsel och tog pengarna som han hittade. Därefter hällde han ut fotogen och stack handelsboden i brand.  Handelsboden brann ned till grunden och Katarina Romare omkom i branden.
Nilsson gick hem till sin hustru och berättade vad han hade gjort, och sa åt sin hustru att bränna hans blodiga tröja. Nilsson blev snabbt anhållen och rannsakades i december 1898 i kronohäktet i Ystad, där Nilssons hustru vittnade mot honom.

## Rättsligt efterspel
Tingsrätten dömde Nilsson till döden, en dom som han i februari 1899 överklagade till hovrätten. Hovrätten beslutade i mars att en undersökning av "Nilssons sinnesbeskaffenhet" skulle genomföras. I april 1899 avgavs ett utlåtande angående sinnesbeskaffenheten hos Nilsson, som löd "oaktadt de af den häktade uppgifna genomgångna sjukdomarne och oafsedt ett eplieptiskt lidande hos honom, något skäl dock icke finnes för det antagandet, att Nilsson vid gerningens begående och därefter varit i saknad af förståndet bruk". Hovrätten fastställde dödsdomen den 20 februari 1900. Domen överprövades av Kungl. Maj:t och stadfästes den 30 maj 1900. Massmordet på ångaren Prins Carl, utfört knappt två veckor tidigare av Johan Filip Nordlund, anses av vissa ha påverkat beslutet i negativ riktning; de tidigare sju åren hade inte en enda dödsdom gått i verkställighet. Den 23 augusti 1900 klockan 5 avrättades Lars Nilsson, som i folkmun benämndes Löderupsmördaren, genom halshuggning på länscellfängelset i Malmö av Anders Gustaf Dahlman från Norberg. Det var Dalmans fjärde avrättning. Efter obduktion, där bland annat Hjalmar Lindgren deltog, begravdes Nilsson på Malmö begravningsplats.